# Pilav

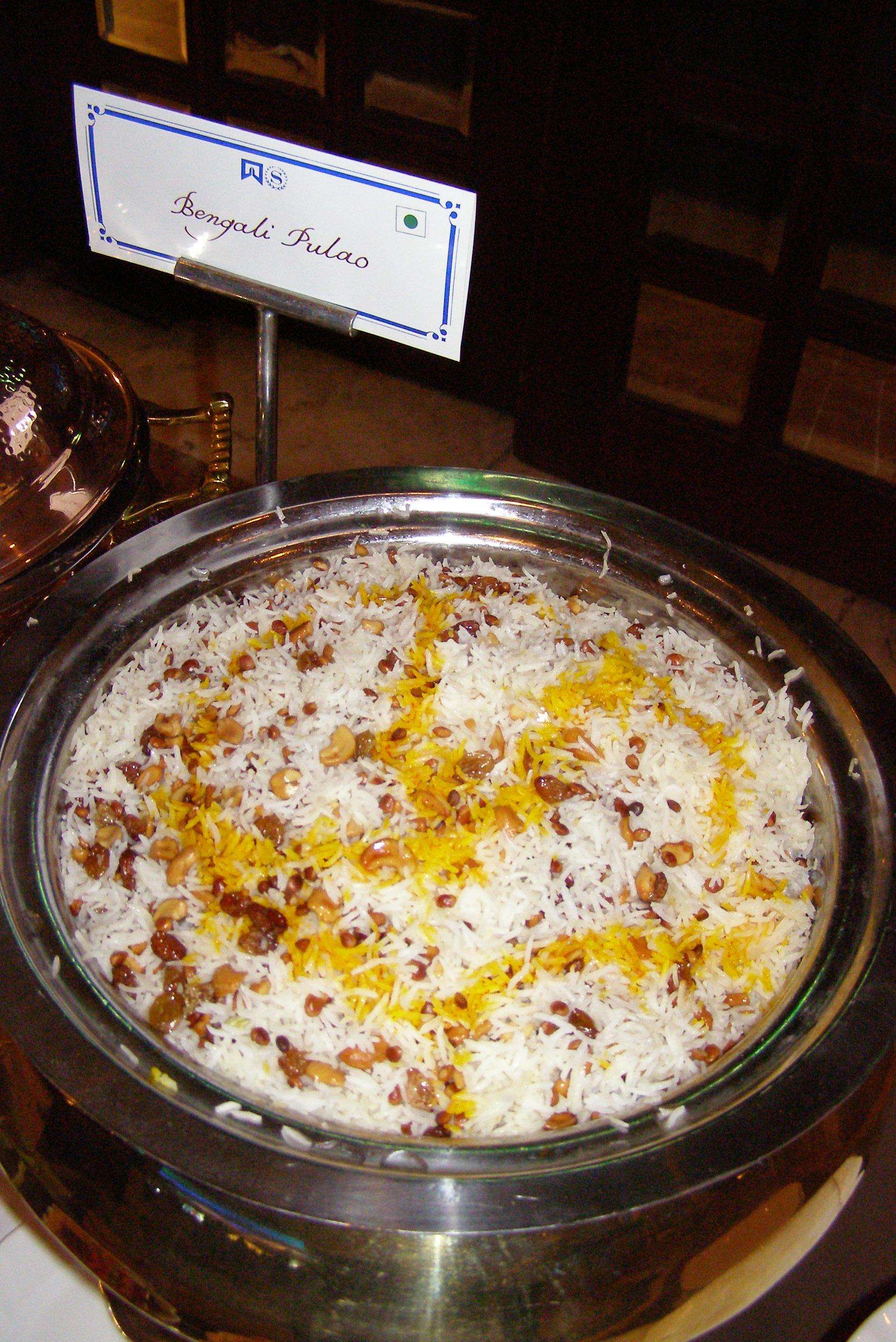
Pulao de Bengala.

Pilav és el nom general d'un grup de plats turcs a base d'arròs, bulgur o pasta (de l'estil orzo o vermicelli) o una barreja de dos o més d'aquests ingredients. També es diu polo (پلو), polao, pilau, pilaf, pilaff, pilafi (Πιλαφί), plov o pulao en els idiomes turc, azerbaidjanès, kazakh, kurd, kirguís, marathi, uzbek, turcman, urdu, bengalí, hindi, paixtu, persa, armeni, grec, etc. Es fa bullint arròs en un brou assaonat. El color marronós del plat s'obté amb ceba fregida, i també amb moltes espècies. La paraula pilaf prové del turc i aquest del persa clàssic, de la paraula sànscrita pulaka (पुलाक).
Els plats pilaf (de vegades fets amb uns altres cereals que no són l'arròs, com ara la quinoa) són corrents a l'Orient mitjà, l'Àsia central, i l'Àsia meridional, l'Àfrica oriental, Sud-amèrica, i el Carib. A la cuina occidental, l'arròs pilaf és un dels acompanyaments de carns més tradicionals, i s'acostuma a fer afegint-hi mantega.

## Origen
El diccionari etimológic de Sevan Nişanyan diu que la paraula pilav és d'origen sànscrit i ha entrat a l'idioma turc a través del persa. Per tant, pilav es troba relacionat amb els plats indio-asiátics com pilaw, pulaw, pulao i similars però es consumeix de manera diferent. El viatger otomà Evliya Çelebi fa referències a alguns plats de pilav al seu llibre Seyahatname.
A alguns països el pilav es diu pilaf, per exemple als Estats Units, però autors anglosaxons, com Donald Quataert, Jim Masters i Dani Valent prefereixen la paraula pilav. Alguns llibres en diuen "Turkish pilav".
Una acadèmica turca-americana, Ayla E. Algar, a la seva obra "Classical Turkish Cooking: Traditional Turkish Food for the American Kitchen", sense parlar de noms, explica com els turcs van conèixer l'arròs dels perses i van inventar el pilav, quan els perses feien uns altres plats d'arròs, com un ingredient més dels seus plats salats i postres, o per a fer midó.

## Varietats

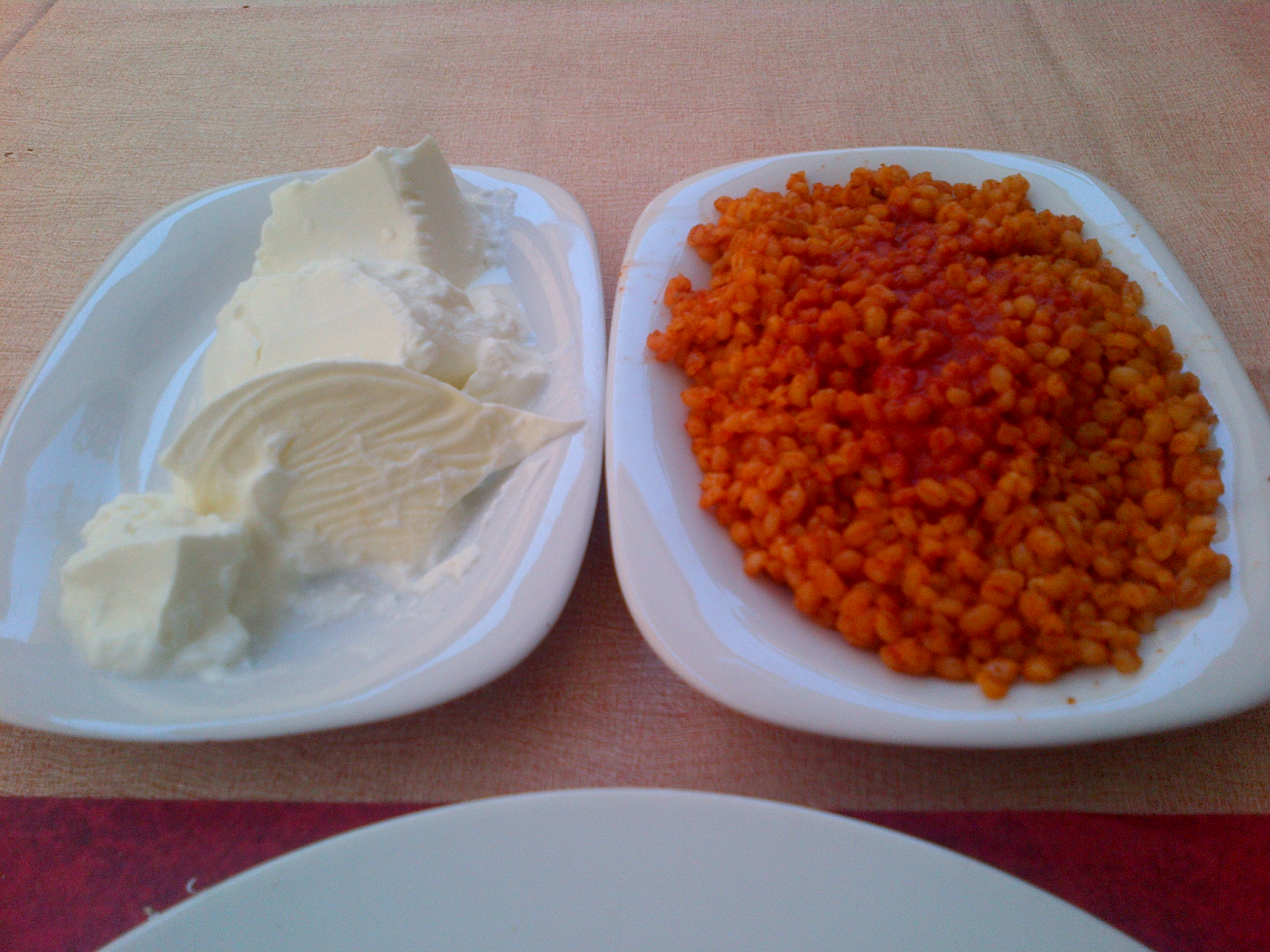
"Bulgur pilavı" amb "iogurt".

A Turquía es fa el pilav barrejant l'arròs (o bulgur o pasta) amb un gran nombre d'ingredients com ara les verdures (albergínies o mongetes tendres), els cigrons, carn de be, d'ovella o de vedella), pollastre, mariscs (tarak, musclos) i peixos (aladroc).
La major part d'aquestes varietats es fan bullint, però algunes es fan al forn, com és el cas de l'"hamsili pilav". Només a la cuina de Gaziantep es fan més de 40 variants de pilav amb arròs, bulgur, dövme o firik (productes de blat).
Noms d'algunes varietats:
- Ankara tava- Pilav d'orzo fornejat amb carn de xai o vedella[12]
- İç pilav,[13] içli pilav[14] o iç pilavı[15] - Pilav amb espècies, pinyons, panses de corinto i fetge oví[16]
- Meyhane pilavı - Pilav de bulgur amb cigrons
- Şehriyeli pilav - Pilav d'arros amb orzo o vermicelli
- Patlıcanlı pilav - Pilav d'arros amb albergínies
- Nohutlu pilav - Pilav d'arros amb cigrons
- Domatesli pilav- Pilav d'arros amb tomàquets,[8] un varietat molt lleugera d'estiu
- Taraklı pilav[17] - Pilav d'arros amb petxines
- Midyeli pilav[18][19] - Pilav d'arros amb musclos (Diferent al midye dolma.)
- Tavuklu pilav - Pilav d'arros amb pollastre
- Etli pilav - Pilav d'arros o bulgur amb carn
- Hamsili pilav[20] - Pilav d'arros amb aladrocs
- "Dible"[21] o fasulyeli pilav - Pilav d'arròs amb mongetes verdes
- Perde pilavı
- Sütlü pilav - Pilav amb llet, especialitat de la cuina de Tsolakert

## En la cultura popular

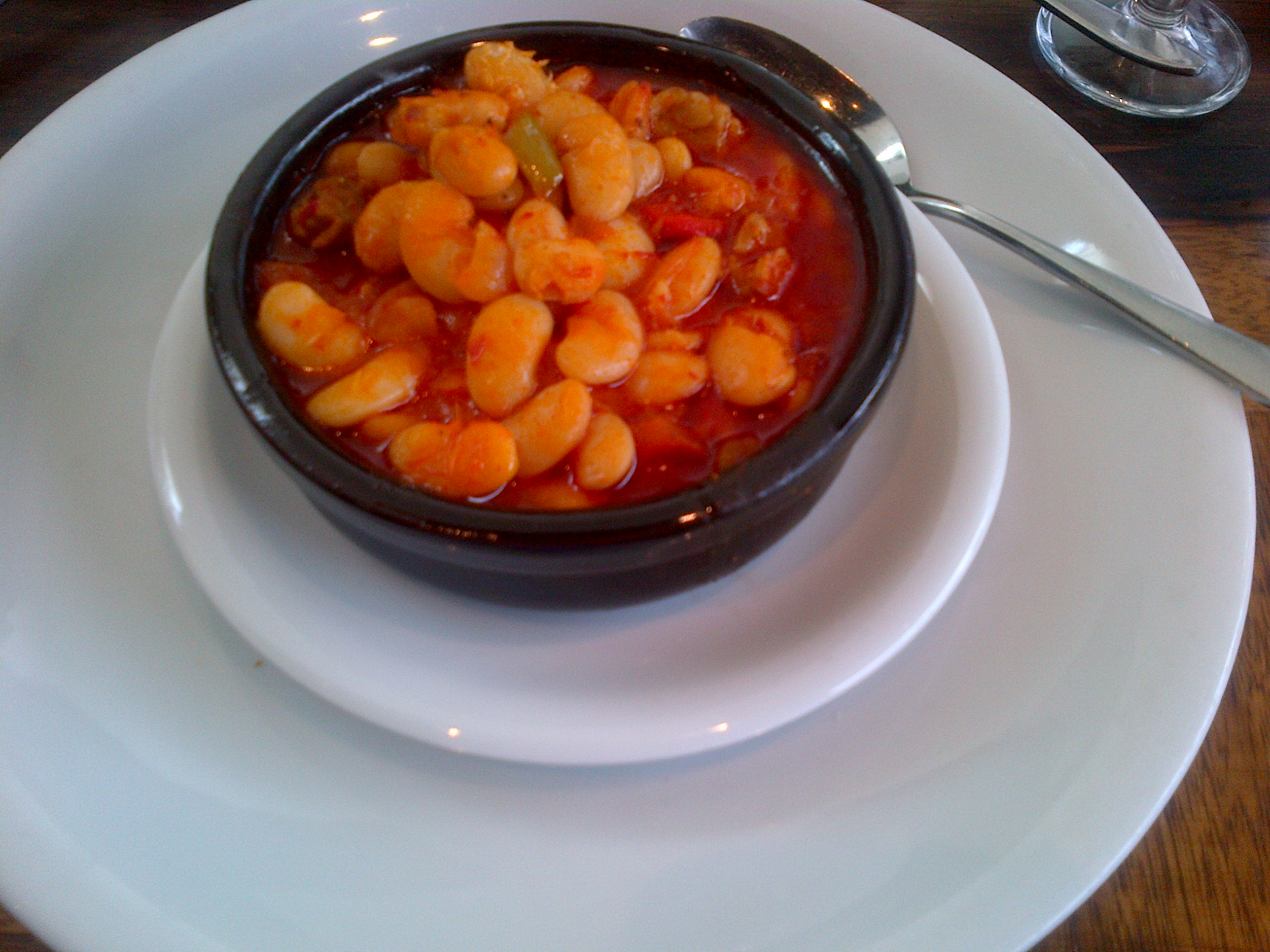
"Kuru fasulye", o mongetes turques, (en un "güveç" o cassola de fang), el millor aliat del pilav a la cuina turca.

A Turquia un menjar sense pilav no es considera complet. El pilav es menja tant com a acompanyament d'uns altres plats com com un plat independent. Al primer cas, el plat més popular és "kuru fasulye - pilav" (mongetes seques amb pilav), que és considerat per molta gent "el plat nacional" de Turquia. Al segon cas, que és la manera tradicional, el pilav generalment s'acompanya de iogurt, cacık o ayran.
El consum de varietats de pilav és tan difós a Turquía que hi han restaurants i cadenes de restaurants especialitzats, com "Pilavi", "Pilav Sarayı" (Palau del Pilav) o "Pilav Evi" (Casa del Pilav).
El pilav també es reflecteix a la cultura: "Pilavdan dönenin kaşığı kırılsın" (Que se li trenqui la cullera a aquell que deixi de menjar el seu pilav) és una dita popular que descriu el coratge que cal per assolir una cosa.